# Diecezja Tombura-Yambio
Diecezja Tombura-Yambio (łac.: Dioecesis Tomburaensis-Yambioensis) – rzymskokatolicka diecezja ze stolicą w Yambio w Sudanie Południowym, wchodząca w skład metropolii Dżuby. Siedziba arcybiskupa znajduje się w katedrze Chrystusa Króla w Yambio, konkatedrą jest katedra Martki Bożej Wspomożenia Wiernych w Yambio.

## Terytorium
Diecezja usytuowana jest w Ekwatorii Zachodniej, granicząc z Republiką Środkowoafrykańską oraz Demokratyczną Republiką Konga.
W jej skład wchodzi sześć dekanatów (Zachodni, Środkowo-Zachodni, Centralno-Zachodni, Wschodni, Środkowo-Wschodni oraz Centralny), dzielących się na łącznie dwadzieścia siedem parafii

## Historia
3 marca 1949 stworzono prefekturę apostolską Mupoi z terytoriów wyłączonych z prefektury apostolskiej Bahr el-Gebel oraz wikariatu apostolskiego Bahr el-Ghazal. Z kolei dnia 12 grudnia 1974 (po drobnych zmianach terytorialnych) ustanowiono diecezję Tombura, która 21 lutego 1986 zmieniła nazwę na obecną.

## Biskupi
- ordynariusz: Edward Hiiboro Kussala[4]

## Główne świątynie
- Katedra: Chrystusa Króla w Yambio
- Konkatedra:  Martki Bożej Wspomożenia Wiernych w Yambio